# Балабанов, Никита Владимирович
Ники́та Влади́мирович Балаба́нов (укр. Микита Володимирович Балабанов; род. 11 сентября 1989, Кузнецовск, Ровенская область) — украинский альпинист, обладатель Золотого ледоруба 2016 — престижной альпинистской награды за первопрохождение вершины Талунг (7 349 м), чемпион мира в высотном классе по версии ЕАМА.

## Биография
Родился в городе Кузнецовск (сейчас Вараш), Ровенская область, Украина . Впервые в горы попал в возрасте 6-ти лет. С 18 лет каждый год проводил много времени в горах совершая восхождения в различных горных системах. И уже более 10 лет регулярно ходит маршруты высших категорий сложности.
Был в разных горных системах: Альпы, Доломиты, Кавказ, Тянь-Шань, Гималаи, Каракорум, Алтай, Патагония, Хибины, горы Марокко, Балкан, Турции. А также совершил восхождение на более чем 100 различных вершин: Монблан (много раз с разных сторон), Маттерхорн (много раз с разных сторон), Пти Дрю, Казбек (много раз), Хан-Тенгри, Аконкагуа (много раз), Ама Даблам и многих других. Как по существующим линиям, так и первопрохождения.

## Знаковые восхождения
- 2010 Джайлык 4533 м по С. стене 5А кат. сложности (Ущелье Тютю-Су, Приэльбрусье, Кавказ). Первый сложный маршрут в малой группе автономно.
- 2011 Карагем-Баши[5] 3962 м по центру С. стены 5Б кат. сложности (Северо-Чуйский хребет, Алтай). Первое сложное восхождение в двойке в удаленном районе.
- 2012 Траверс Безенгийской стены[5] 6А кат. сложности в двойке за 6 дней (Шхара-Ляльвер, ущелье Безенги, Кавказ). Один из самых известных и сложных маршрутов Кавказа (12 км траверс 10 вершин, 9 из которых выше 4500 м, 5 — выше 5000м). Второе прохождение в двойке.
- 2013 Пик Джигит[6] 5170 м по центру С. стены 6А кат. сложности (Терскей Алатау, Тянь-Шань).
- 2013 Пик Свободной Кореи 4777м[7] по С. стене в двойке (Ала-Арча, Тянь-Шань). Маршрут Лоу 5А кат. сложности за 5 часов. Маршрут Барбера 5Б — 8 часов.
- 2013 Пик Байлян-Баши 4700 м по С. стене и траверс, маршрут 5Б кат. сложности в двойке за 12 часов. (Ала-Арча, Тянь-Шань)
- 2014 Ланшиса Ри 6427м[8] (Лангтанг, Гималаи) первопрохождение 6А кат. сложности по Ц. контрфорсу СЗ стены в тройке (с М. Фоминым и В. Полежайко). Один из первых украинских маршрутов в Гималаях, схоженных в альпийском стиле (без обработки, налегке, за один выход).
- 2015 Талунг 7349м[7] по ССЗ ребру 6Б кат. сложности первопрохождение в альпийском стиле в двойке с М.Фоминым (Канченджанга химал, Гималаи). Восхождение признано лучшим в 2015 году многими международными премиями (в том числе Piolet d’Or, самой престижной премией в мире альпинизма).
- 2016 Гран-Жорасс 4208 м по С.стене (маршрут Кассина 6А кат. сложности, Шамони, Альпы) в тройке.
- 2017 Гашербрум I (Хиддэн пик) 8068 м попытка первопрохождения по Центру ЮЗ стены, до 7300. Спустились из-за болезни одного из участников команды.
- 2017 С. стена Друат 4000м (маршрут Лагард директ 5Б кат. сложности) и С. стена Гран-Жорасс 4208м (маршрут Линсель 5Б кат.сложности) в двойке.
- 2018 Агуйя Поинтсенот 3002 м маршрут Уилланса 5Б кат. сложности в двойке с А.Вергелесом (Патагония, Анды. Первое восхождение Украинских альпинистов в Патагонии).
- 2018 Аконкагуа 6962м (Высшая точка Южной Америки, Анды). Восхождение из Базового лагеря на вершину и обратно в Базовый лагерь за 15 часов.
- 2018 Эгюй дю Миди 3842 м по С. стене (маршрут Мэллори, Шамони, Альпы) фри соло за 4 часа в компании с Колином Хэйли (Colin Haley)
- 2018 Хан-Тенгри 7010 м по СЗ гребню фри соло без веревки и пользования перилами до вершины за 24 часа (Тенгри-Таг, Тянь-Шань).
- 2018 Байлян-Баши[9][10] 4700 м по левой части С стены 5Б кат. сложности соло (Ала-Арча, Тянь-Шань).
- 2018 Ама-Даблам 6814 м[11] соло из БЛ до вершины за 9ч 10мин и 15ч из БЛ в БЛ.
- 2019 Фиц-Рой 3359 м[12][13] по маршруту «Калифорниана» 5Б кат. сложности (в тройке с А.Якуниным и В.Роговой, первое восхождение украинцев на Фиц-Рой, высшую точку массива Чалтен, Патагония, и одну из красивейших патагонских вершин).
- 2019 Ушба 4710 м[14] соло восхождение по маршруту Г.Хергиани 5Б кат. сложности (первое соло в межсезонье, 14-16 мая).
- 2019 Пти-Дрю 3754 м[15] по С. стене маршрут 5Б кат.сложности в двойке с Н.Колосовским (Шамони, Альпы).

## Достижения
- Золотой ледоруб (Piolets d’Or) 2016[16] (самая престижная награда в мире альпинизма)
- Золотой крюк (Golden Piton) 2015[17] — американская версия золотого ледоруба
- Призер Чемпионата Мира 2014 и Чемпион мира 2015 в высотном классе по версии ЕАМА (евро-азиатская альпинистская ассоциация)
- Золотая вершина 2015 — лучшее восхождение украинских команд
- Неоднократный чемпион Украины в высотном классе
- 10 лет опыт организации самостоятельных экспедиций